# Stazione di Kowloon

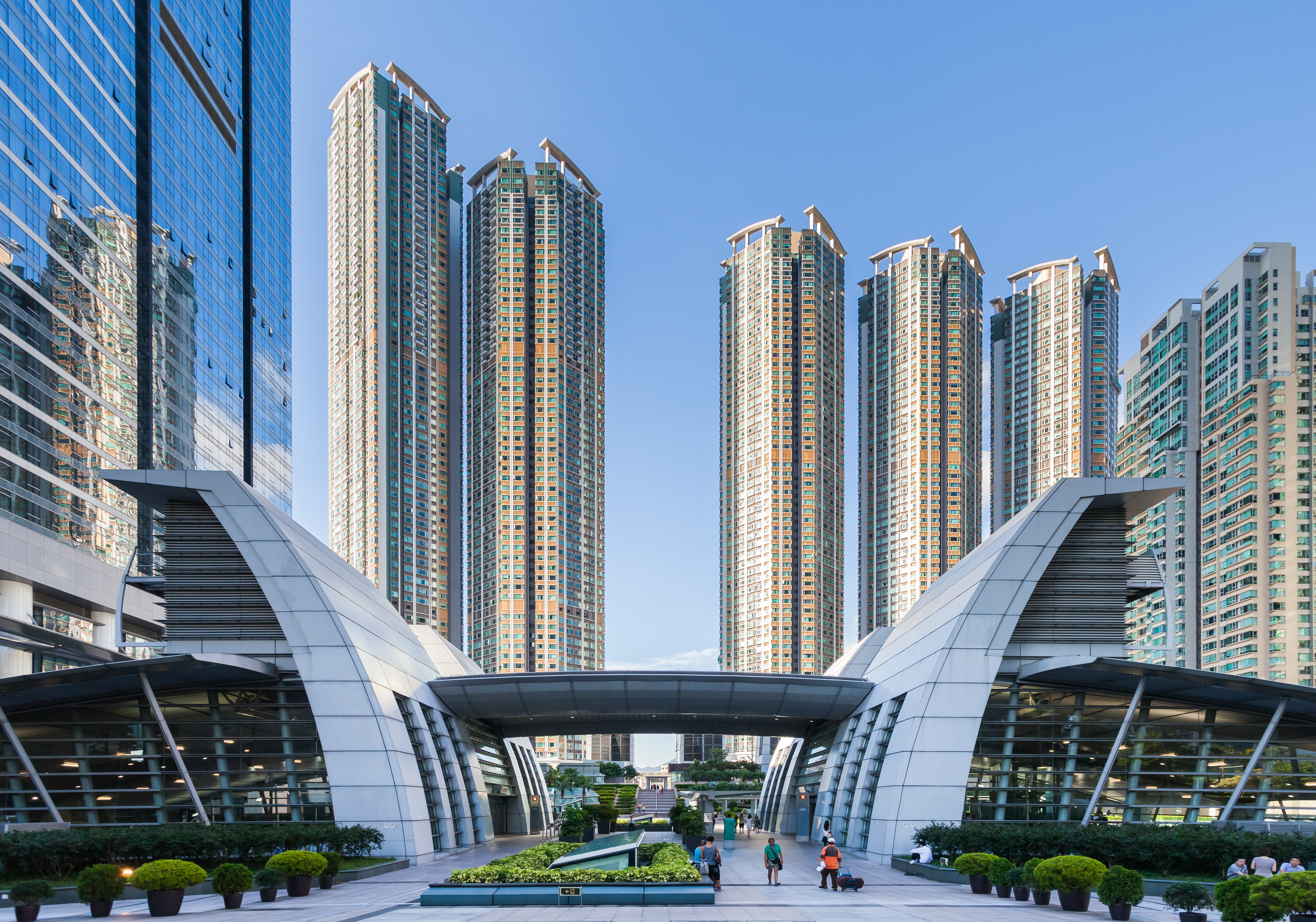
Uscita C2 (a destra) e D2 (a sinistra), a Union Square

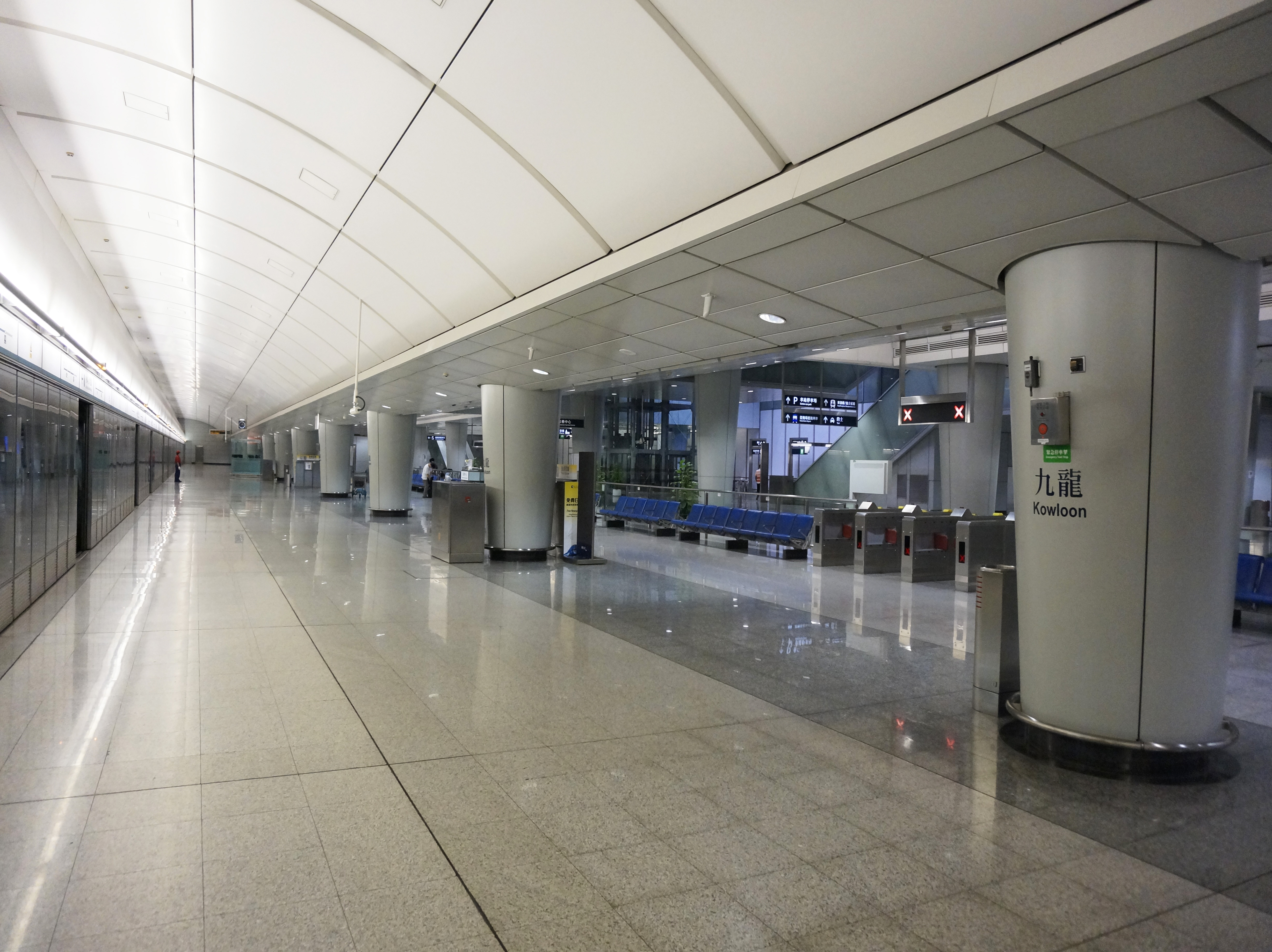
Banchina 1 dell'Airport Express

La stazione di Kowloon (cinese: 九龍; Cantonese Yale: Gáulùng) è una stazione della linea Tung Chung e della linea Airport Express della Metropolitana di Hong Kong (MTR) ad Hong Kong progettata da Farrells e aperta nel 1998.
La stazione fornisce un servizio di check-in interno per i passeggeri dell'Aeroporto Internazionale di Hong Kong e i servizi bus navetta gratuiti per la maggior parte degli hotel delle aree Tsim Sha Tsui e Yau Ma Tei.
La stazione si trova a meno di 200 metri a ovest della stazione ferroviaria di Hong Kong Kowloon Ovest della linea Hong Kong Express Rail Link che collega Hong Kong alla terraferma cinese, 500 metri a ovest dalla stazione di Austin della Linea West della metropolitana e un chilometro a ovest dalla stazione metropolitana di Jordan della Linea Tsuen Wan.